# Ernst Happelstadion
Het Ernst-Happel-Stadion (uitspraakⓘ) in Wenen, tot 1992 Prater-Stadion geheten, is het grootste stadion van Oostenrijk (53.008 plaatsen). Het werd gebouwd in 1931. Het stadion heeft, behalve het Oostenrijkse nationale team, geen vaste bespeler. Het stadion is vernoemd naar Ernst Happel, internationaal vermaard voetballer en trainer.

## Belangrijke wedstrijden
- 2008: Finale EK Voetbal 2008

Duitsland - Spanje 0 - 1
- 1995: Finale Champions League

Ajax - AC Milan 1 - 0
- 1990: Finale Europacup I

AC Milan - Benfica 1 - 0
- 1987: Finale Europacup I

FC Porto - Bayern München 2 - 1
- 1964: Finale Europacup I

Internazionale - Real Madrid 3 - 1
Allianz Stadion (Rapid Wien) ·
CASHPOINT Arena (SCR Altach) ·
Generali Arena (Austria Wien) · 
Hofmann Personal Stadion (Blau-Weiß Linz) ·
Lavanttal-Arena (Wolfsberger AC) ·
Merkur Arena (Sturm Graz) ·
Profertil Arena (TSV Hartberg) · 
Raiffeisen Arena (LASK) ·
Reichshofstadion (Austria Lustenau) ·
Red Bull Arena (Red Bull Salzburg) ·
Tivoli Stadion Tirol (WSG Tirol) ·
Wörtherseestadion (Austria Klagenfurt)
Ernst Happelstadion (Oostenrijks nationaal team) ·
Stadion Donawitz (DSV Leoben) ·  
Franz Feketestadion (Kapfenberger SV) ·
Josko Arena (SV Ried) ·
ImmoAgenturstadion (Schwarz-Weiß Bregenz) ·
Merkur Arena (Grazer AK) ·
Motion invest Arena (Admira Wacker) ·
NV Arena (SKN Sankt Pölten) ·
Raiffeisen Arena (FC Juniors OÖ) ·
Vorwärts-Stadion (Vorwärts Steyr) · 
Gerhard Hanappistadion (Rapid Wien) ·
Lehenstadion (Austria Salzburg)
- Gemeinsame Normdatei: 4998704-5
- MusicBrainz: dda2f93a-a558-45f3-9ab9-7be1cdec12a1
- Virtual International Authority File: 236144262
- WorldCat: E39PBJbxBYkJ3FjFMKg78Jd84q